# Maris Stella Instituut
Het Maris Stella Instituut is een katholieke middelbare school in Oostmalle in de Belgische provincie Antwerpen.
In 1912 stichtten zusters van de Congregatie van de Allerheiligste Verlosser, onder de naam 'Institut du Sauveur et de la Sainte Vierge' de school. Ze was oorspronkelijk alleen voor meisjes bedoeld, maar sinds eind twintigste eeuw zijn ook jongens welkom. De school biedt bijna alle ASO-richtingen aan, uitgezonderd sport en Grieks. Het is in de omgeving een van de weinige scholen die KSO-richtingen aanbiedt.